# Paepalanthus luetzelburgii
Paepalanthus luetzelburgii är en gräsväxtart som beskrevs av Theodor Carl Karl Julius Herzog. Paepalanthus luetzelburgii ingår i släktet Paepalanthus och familjen Eriocaulaceae. Inga underarter finns listade i Catalogue of Life.